# Howard Coble
John Howard Coble, född 18 mars 1931 i Greensboro, North Carolina, död 3 november 2015 i Greensboro, North Carolina, var en amerikansk republikansk politiker. Han representerade delstaten North Carolinas sjätte distrikt i USA:s representanthus 1985–2015.
Coble studerade 1949–1950 vid Appalachian State University. Han avlade 1958 grundexamen vid Guilford College och 1962 juristexamen vid University of North Carolina at Chapel Hill. Han tjänstgjorde i USA:s kustbevakning 1952–1956 och 1977–1978. Han besegrade sittande kongressledamoten Charles Robin Britt i kongressvalet 1984.